# Wanuri Kahiu
Wanuri Kahiu (Nairobi, 21 giugno 1980) è una regista keniota.

## Biografia
Dopo aver frequentato un master in regia presso la UCLA University, il debutto professionale della cineasta è stato il documentario The Spark that Unites (2006), making of  del film Catch-A-Fire, diretto da Phillip Noyce, con Derek Luke e Tim Robbins. Wanuri ha affinato successivamente le sue capacità come regista con il cortometraggio Ras Star (2006), basato sulle ambizioni musicali di una giovane artista rap, che si ritrova coinvolta in attività illecite a Nairobi. Il film è stato prodotto per la M-Net, il più grande canale digitale satellitare in Africa.
Nel 2008, Wanuri ha realizzato From A Whisper, il suo primo lungometraggio, sugli eventi degli attentati che hanno coinvolto le ambasciate statunitensi di Nairobi e Dar es Salaam nel 1998. Il film ha vinto il premio come Miglior film e Wanuri quello come Miglior regista all'Africa Movie Awards Oscar; il film ha inoltre vinto il Golden Dhow Award come miglior film africano allo Zanzibar International Film Festival e il premio per il miglior film al Kalasha, Kenya Film and TV Awards.
Poco dopo aver completato un documentario sulla vita del Premio Nobel per la pace Wangari Maathai intitolato For Our Land, nel 2009 ha realizzato il cortometraggio di fantascienza Pumzi, parzialmente finanziato dal Goethe Institut e dal Fondo Changa Moto Fund in Kenya. Pumzi, ambientato in un'Africa futuristica, dopo la terza guerra mondiale, è stato selezionato al Festival di Cannes, al Sundance Film Festival e allo Zanzibar International Film Festival, e ha vinto l'Independent Film Award a Cannes .
A settembre 2010, la regista è stata insignita con il premio Città di Venezia 2010, che ogni anno, in occasione della Mostra internazionale d'arte cinematografica, viene assegnato a un cineasta dell'Africa o di altri continenti del sud del mondo.

## Filmografia

### Regista
- Ras Star, cortometraggio (2006)
- From a Whisper (2008)
- For Our Land - documentario (2009)
- Pumzi - cortometraggio (2009)
- State House - serie TV (2014)
- Who Am I?, co-regia con Nick Reding - documentario (2018)
- Rafiki (2018)
- Linee parallele (Look Both Ways) (2022)
- Washington Black – miniserie TV, 3 puntate (2025)

### Sceneggiatrice
- From a Whisper, regia di Wanuri Kahiu (2008)
- Pumzi, regia di Wanuri Kahiu - cortometraggio (2009)

### Produttrice
- 500 Years Later, regia di Owen Alik Shahadah - documentario (2005)
- Still Life, regia di Nathan Marshall - cortometraggio (2005)
- Homecoming, regia di Jim Chuchu - cortometraggio (2013)
- Rafiki, regia di Wanuri Kahiu (2018)